# 真空管道高速交通
真空管道高速交通是一种仍处在实验和设想阶段的交通工具。原理主要是透过把磁悬浮列车放入抽真空的超长人造隧道内。由于隧道内的空气压力非常小，加上磁悬浮列车与轨道之间基本上没有阻力，因此这种交通方式可以达到很快的速度，理论時速可以达到每小时1000公里，比大多数的民用喷气式客机更快，相近於步槍子彈射擊之速率。

## 影视描写
- 名侦探柯南：绯色的子弹